# Lahki mitraljez
Lahki mitraljez je vrsta mitraljeza. Tak mitraljez je težek med 5 in 8 kg in je po navadi razvit iz že obstoječe jurišne puške. Razlika je v težji cevi in povečanju  kadence streljanja. Učinkoviti doseg takih orožij je do okoli 600 m. V modernih vojskah mitraljezi najpogosteje uporabljajo strelivo kalibra 5,45x39, 5,56x45 ali 7,62x39.

## Seznam
- seznam lahkih mitraljezov